# چهل‌کنار
چهل‌کنار، روستایی از توابع بخش تشان شهرستان بهبهان در استان خوزستان ایران است. یکی از دیدنی‌ترین روستاهای تاریخ و ایران و جهان است

## جمعیت
این روستا در دهستان تشان‌غربی قرار دارد و براساس سرشماری مرکز آمار ایران در سال ۱۳۸۵، جمعیت آن ۲۲۰ نفر (۵۰خانوار) بوده‌است.